# Franz Xaver Fernbach (Maler)
Franz Xaver Fernbach (* 1793 in Waldkirch; † 27. Februar 1851 in München) war ein deutscher Kunstmaler und Maltechniker, der im 19. Jahrhundert ein Enkaustik-Verfahren erfand.

## Leben
Franz Xaver Fernbach beschäftigte sich als junger Mann mit dem Bemalen der Zifferblätter für Schwarzwälder Uhren.
Er studierte ab dem 4. Februar 1817 drei Jahre lang an der Königlichen Akademie der Künste in München. Während des Studiums verdiente er für seinen Lebensunterhalt mit verschiedenen handwerklichen Arbeiten. Dabei experimentierte er mit verschiedenen Technologien. Auf einer Kunstausstellung zeigte er 1820 zwei bemalte Tischplatten mit einer Mosaiknachahmung, die ihm eine Silbermedaille des polytechnischen Vereins brachten. König Maximilian I. ließ die Werke für seine Kunstsammlung kaufen und bestellte noch eine Tischplatte mit der Imitation einer Florentiner Mosaik. Das königliche Stipendium ermöglichte dem Künstler ein Studium der Chemie, Mineralogie und Physik an der Universität Landshut.
Der Architekt und Maler Leo von Klenze ermutigte ihn, die vergessene Enkaustik-Maltechnik der Antike zu erforschen. Unter König Ludwig I. wurde Fernbach von Georg von Dillis unterstützt, seine Versuche weiterzuführen und konnte sich ab 1829 ausschließlich seinen praktischen Versuchen widmen. Auf Vorschlag von Dillis’ restaurierte er 1830 bis 1832 die Malereien in der Burg Forchheim mit seinem Verfahren (1906 bis 1910 wieder abgenommen). Im von Klenze erbauten Königsbau der Münchner Residenz malte Julius Schnorr von Carolsfeld mit seinen Schülern zwischen 1835 und 1842 großformatige Wandbilder unter Verwendung der von Fernbach erfundener Maltechnik (1944 zerstört).
Im Jahre 1834 erschien sein erstes Buch: Ueber Kenntnis und Behandlung der Oel-Farben. Franz Xaver Fernbach wurde zum königlichen Conservator ernannt. Im Jahr 1843 sein erstes Handbuch Die Oelmalerei. Lehr- und Handbuch, 1845 sein zweites Handbuch Die enkaustische Malerei. Ein Lehr- und Handbuch für Künstler und Kunstfreunde. Ein vorgesehener Band zu weiteren Maltechniken erschien nicht.
Franz Fernbach starb 1851 im Alter von 57 Jahren in München.

## Grabstätte

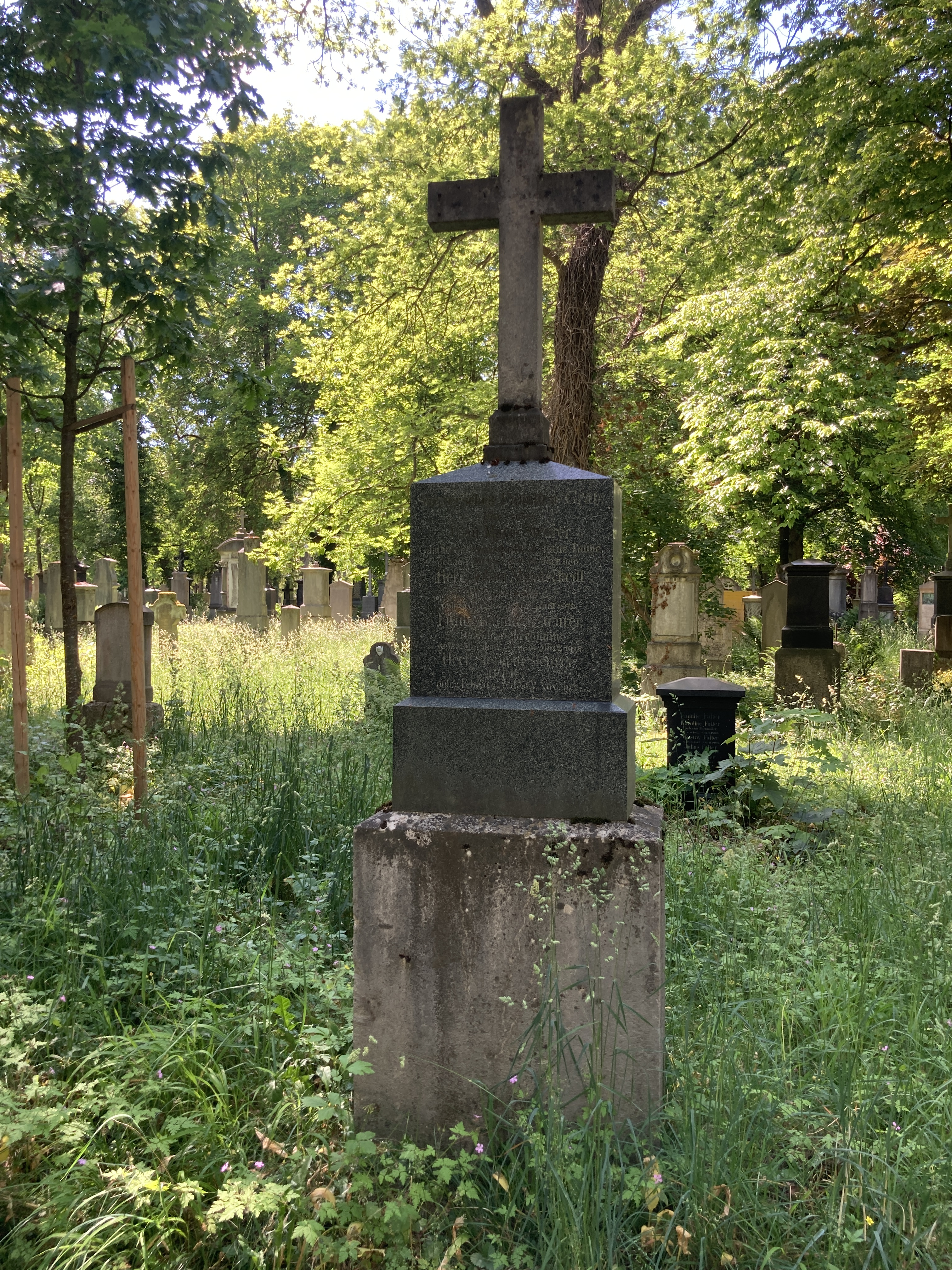
Grab von Franz Fernbach auf dem Alten Südlichen Friedhof in München

Die Grabstätte von Franz Fernbach befindet sich auf dem Alten Südlichen Friedhof in München (Gräberfeld 12 – Reihe 1 – Platz 17) Standort.

## Nachkomme
Franz Fernbachs Sohn Wilhelm Fernbach (1826–1884) war ebenfalls als Maler tätig.

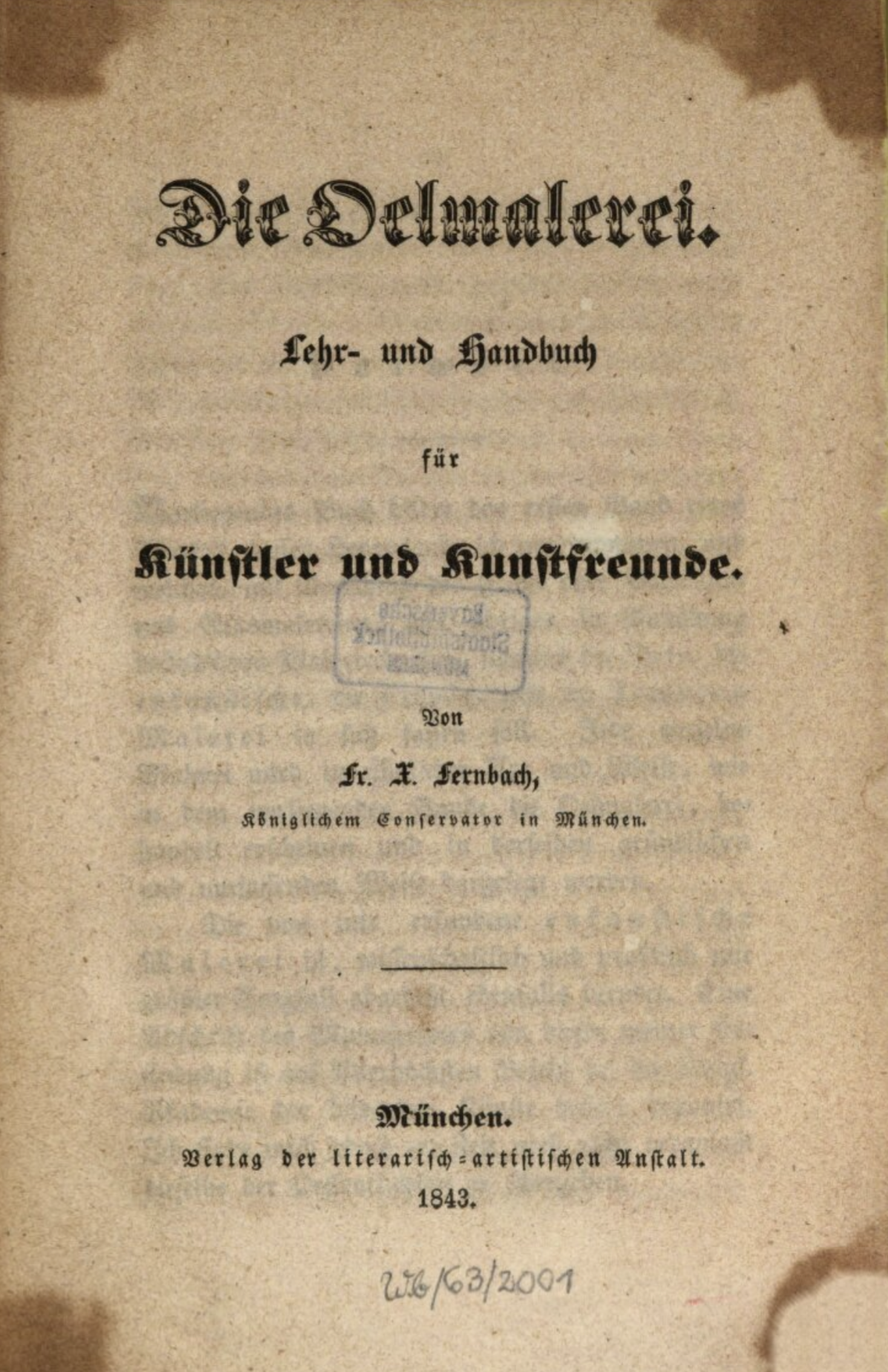
Titelseite – Die Oelmalerei – Lehr- und Handbuch

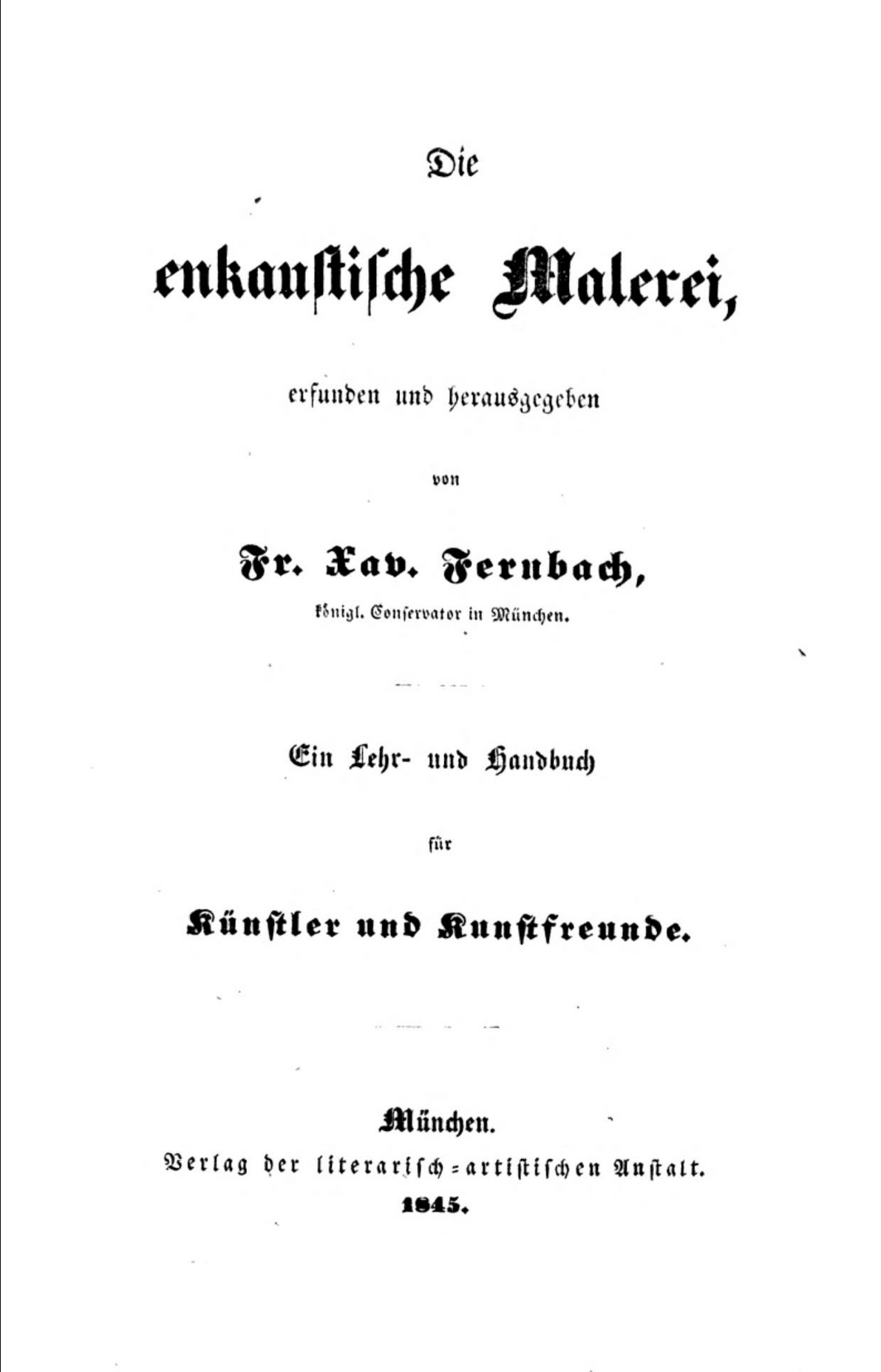
Titelseite – Die enkaustische Malerei – Ein Lehr- und Handbuch für Künstler und Kunstfreunde

## Schriften
- Ueber Kenntniss und Behandlung der Oehl-Farben. Eine zeitgemäße Schrift für Künstler und Kunstfreunde. Weber, München 1834.
- Die Oelmalerei. Lehr- und Handbuch. Verlag der literarisch-artistische Anstalt, München 1843 (Digitalisat).
- Die enkaustische Malerei. Ein Lehr- und Handbuch für Künstler und Kunstfreunde. Verlag der Literarisch-Artistischen Anstalt, München 1845 (Digitalisat; Digitalisat).